# Konstanty Rokicki

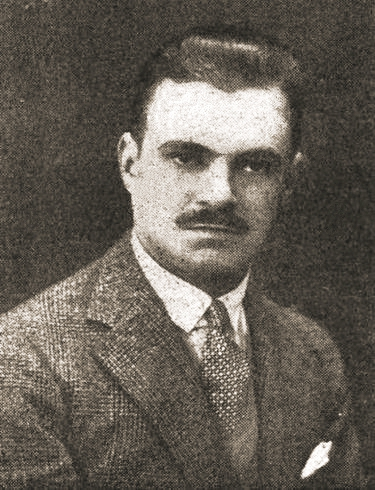
Konstanty Rokicki

Konstanty Rokicki (* 16. Juni 1899 in Warschau; † 18. Juli 1958 in Luzern) war ein polnischer Holocaust-Retter. Er arbeitete als Konsularbeamter und als Vizekonsul in Riga und Bern. Im Rahmen einer Rettungsoperation stellte Rokicki zusammen mit anderen polnischen Diplomaten in Bern von 1941 bis 1943 lateinamerikanische Pässe her, die ihre Inhaber von der Deportation in die Vernichtungslager befreiten.

## Leben und Wirken
Rokicki war Sohn von Józef Rokicki und Konstancja geborene Pawełkiewicz. 1920 nahm er wahrscheinlich am polnisch-sowjetischen Krieg teil und wurde zweimal für die Tapferkeit ausgezeichnet. 1934 wurde er als Reserveoffizier an das 1. Jäger-Regiment zu Pferde abgeordnet. Am 17. August 1936 heiratete er Maria geborene Goldman (Goldmanis). Das Ehepaar hatte eine Tochter, Wanda Rokicka (1938–2008), die später bei den Vereinten Nationen in Genf arbeitete.
1931 trat Rokicki in den konsularischen Dienst des polnischen Außenministeriums ein. Von 1932 bis 1933 war er Angestellter des polnischen Konsulats in Minsk in der weißrussischen sozialistischen Sowjetrepublik. Von 1934 bis 1936 war er Vizekonsul in Riga, von 1936 bis 1938 Angestellter der polnischen Gesandtschaft in Kairo und von 1939 bis 1945 Vizekonsul in Bern.

## Holocaust-Rettungsoperation und die Passaffäre
Von 1941 bis 1943 stellte er eigenhändig, zusammen mit seinem jüdischen Amtskollegen Juliusz Kühl, bis zu mehrere tausend lateinamerikanische Pässe her, deren Kopien in Ghettos in dem von der Wehrmacht besetzten Polen sowie in die okkupierten Niederlande geschmuggelt wurden. Damit konnte das Leben von vielen Juden gerettet werden, weil sie als Inhaber der Pässe nicht in die Nazi-Vernichtungslager, sondern in die Internierungslager in Deutschland und im besetzten Frankreich transportiert wurden.
Die Blanko-Pässe wurden vom paraguayischen Honorarkonsul und Berner Notar Rudolf Hüggli für Bestechungsgeld gekauft. Die Gelder für diesen Zweck stammten von den jüdischen Organisationen in den USA und der Schweiz sowie von der polnischen Exilregierung (als „Mittel für die Unterstützung der Flüchtlinge“).
Die Namenslisten mit Fotos der künftigen Passinhaber wurden aus den Ghettos in Polen von den jüdischen Organisationen Agudat Israel und RELICO geschmuggelt (deren Anführer waren Chaim Eiss und Abraham Silberschein). Die paraguayischen Pässe hatten damals einen besonderen Wert, da sie unter dem Druck von Polen und dem Heiligen Stuhl von Paraguay vorübergehend offiziell anerkannt wurden.

## Späteres Leben

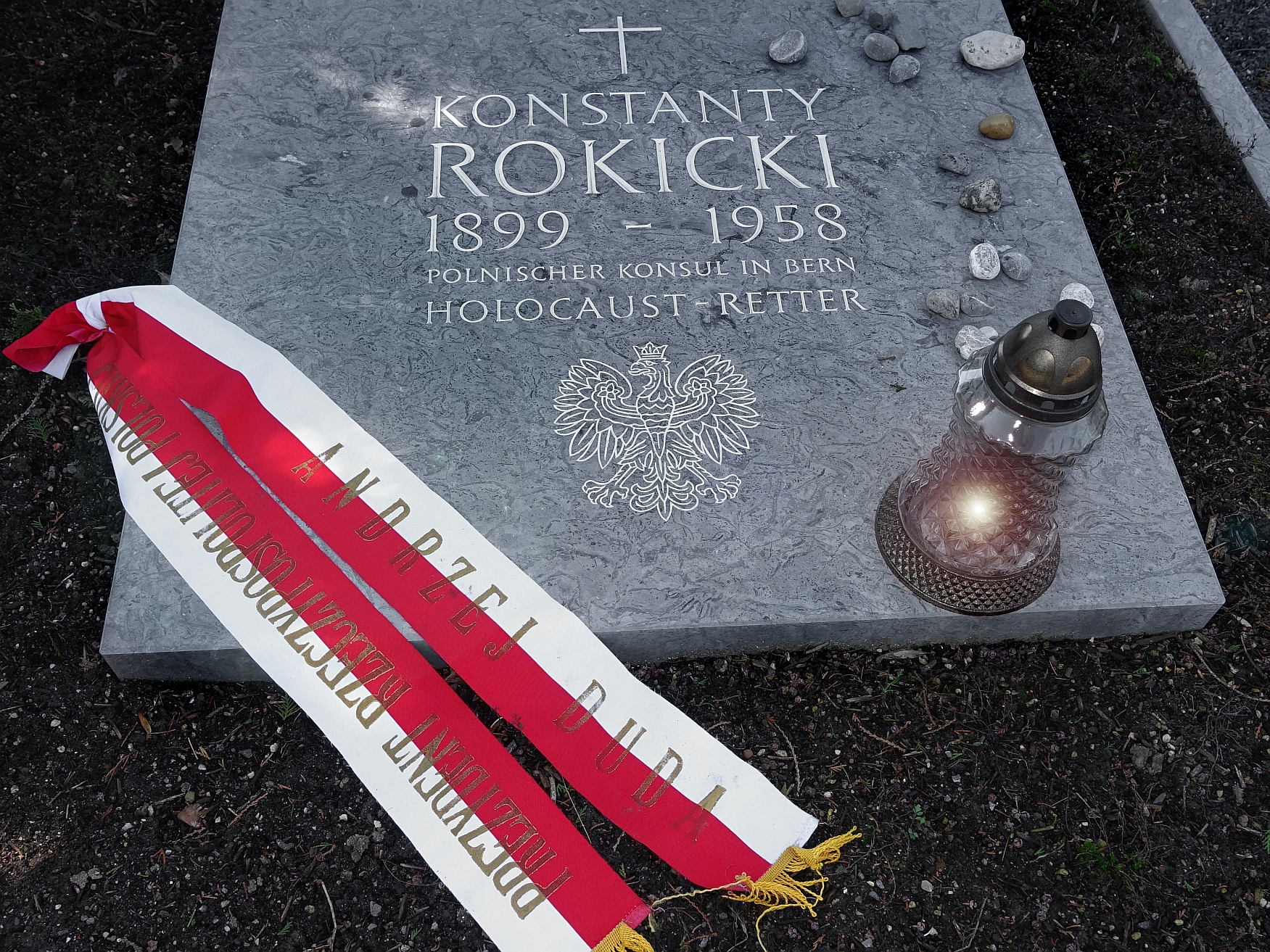
Grab auf dem Friedhof Friedental

Nach der kommunistischen Machtübernahme in Polen verließ Rokicki 1945 den konsularischen Dienst. Er blieb in der Schweiz und versuchte später nach Brasilien umzusiedeln. Er verstarb im Juli 1958 in Luzern nach einer langen Krankheit. Seine letzte Ruhestätte fand er auf dem Friedhof Friedental.
Rokicki wurde zusammen mit anderen polnischen Diplomaten, dem Gesandten Aleksander Ładoś, Juliusz Kühl und Stefan Ryniewicz, in einem Dankesschreiben von Agudat Israel an die polnische Exilregierung in London erwähnt. Agudat Israel stellte in dem Schreiben fest, dass die Rettung von „mehreren hundert Menschen“ ohne die Hilfe dieser Diplomaten nicht möglich gewesen wäre. Über die Rolle von Rokicki bei der Rettung der Juden schrieben in August 2017 die Journalisten Mark MacKinnon sowie Zbigniew Parafianowicz und Michał Potocki. Rokicki wird selten in der Fachliteratur erwähnt, wo als Hauptfiguren der Rettungsaktion fast ausschließlich Ładoś und Kühl dargestellt werden.